# Poa jugicola
Poa jugicola là một loài thực vật có hoa trong họ Hòa thảo. Loài này được D.I.Morris miêu tả khoa học đầu tiên năm 1990.